# زلاتکو سوداچ
زلاتکو سودیچ (متولد ۲۴ ژانویه ۱۹۷۱) یک کشیش کاتولیک رومی وابسته به اسقف نشینان krk در کرواسی است. او بهترین راه حل برای شواهد خود را شناخته شده‌است.
سودیچ در شهر کوچکی در جزیرهٔ krk به دنیا آمد. او پس از اتمام دورهٔ اجباری سربازی خود در ارتش یوگسلاوی مطالعات مذهبی خود را آغاز کرد. در حال حاضر سودیچ به برگزاری مجالس و سمینارهای مذهبی می‌پردازد.
سودیچ در کرواسی و همچنین در جهان چهٔ شناخته شده‌ای است. البته بیشتر شهرت او به خاطر صلیبی است که بر روی پیشانی او حک شده‌است وعلاوه بر پیشانی بر روی مچ دست‌ها و پاهای او نیز حک شده‌است. زلاتکو علاوه بر تعالیم مذهبی به نقاشی نیز علاقه‌مند بوده ونقاش نیز می‌کشد.